# Heraklidzi

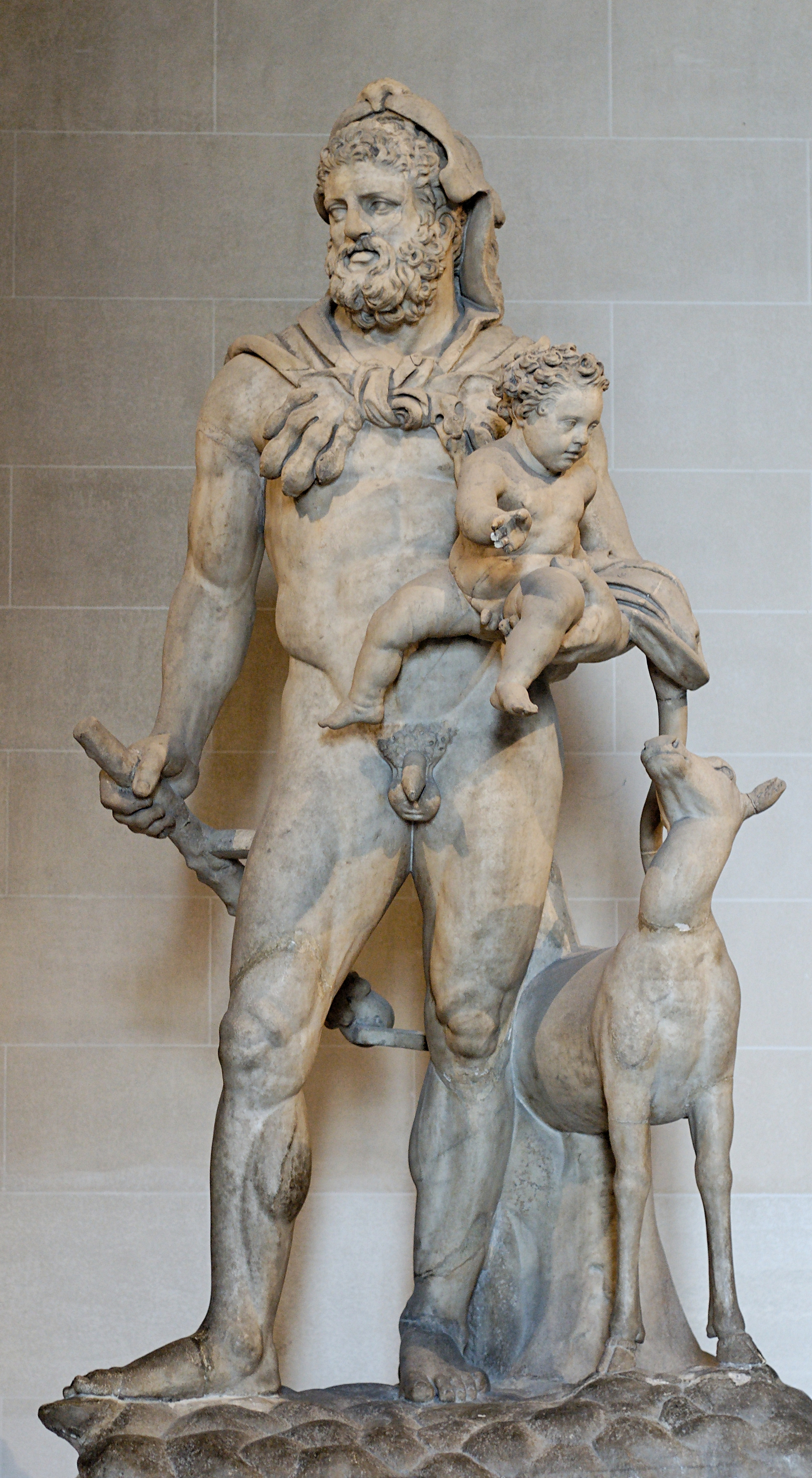
Herakles ze swoim potomkiem (Telefos)- rzeźba, Tivoli, Włochy

Heraklidzi – tym mianem określano potomków Heraklesa. Po śmierci Heraklesa Eurysteusz, w obawie przed zemstą, postanowił wypędzić potomków herosa z ziem greckich. Heraklidzi tułali się po greckich miastach, aż znaleźli schronienie w Atenach Tezeusza, który osiedlił ich w Trikorytos. Było to powodem pierwszej wojny między Atenami a Peloponezem. Eurysteusz został pokonany i stracił pięciu synów. Według różnych wersji Eurysteusz miał zginąć z ręki Hyllosa w czasie ucieczki lub został stracony na rozkaz Alkmeny w Atenach. Hyllos i Heraklidzi wtargnęli na Peloponez, jednak za sprawą wyroczni wycofali się z podbitego królestwa. Kiedy po trzech latach Hyllos powrócił na czele armii do Argolidy, stoczył przegrany pojedynek z Echemosem, królem Tegei. Heraklidzi wycofali się ponownie do Trikorytos. Heraklidzi odzyskali Peloponez, zgodnie z wyrocznią, dopiero w czwartym pokoleniu po zabiciu Tizamenosa z Myken.